# Poul
Poul er et drengenavn, som opstod i det 14. århundrede fra det latinske Paulus (egl. 'den lille'). Navnet findes også i varianterne  Pouel, Povl, Povel, Pawel, Paul og Pål, og i Danmark bærer cirka 33.500 personer et af disse navne ifølge Danmarks Statistik.
Navnet er også meget brugt i sammensætninger med eller uden bindestreg, fx Poul Christian. Den kvindelige pendant til navnet er Pauline/Pouline.

## Kendte personer med navnet
- Paul er et pavenavn:
  - Paul I (757-767)
  - Paul II (1464-1471)
  - Paul III (1534-1549)
  - Paul IV (1555-1559)
  - Paul V (1605-1621)
  - Paul VI (1963-1978)
- Paul Allen, amerikansk it-forretningsmand, med-grundlægger af Microsoft.
- Poul Bang, dansk filminstruktør.
- Poul Borum, dansk forfatter.
- Poul Bundgaard, dansk skuespiller.
- Paul Cézanne, fransk maler.
- Poul la Cour, dansk vindmølle-pioner.
- Povl Dissing, dansk sanger.
- Paul Elvstrøm dansk sejlsportsmand.
- Paul Gauguin, fransk maler.
- Paul René Gauguin, dansk/norsk kunsner.
- Paul Hagen, dansk skuespiller.
- Povl Hamburger, dansk komponist.
- Paul Hammerich, dansk forfatter.
- Poul Hartling, dansk politiker og tidligere statsminister.
- Poul Henningsen, dansk designer.
- Paul von Hindenburg, tysk hærfører og rigspræsident.
- Poul Ingemann, dansk arkitekt.
- Povl Kjøller, dansk musiker.
- Paul Klee, schweizisk maler.
- Poul Krebs, dansk musiker.
- Paul McCartney, engelsk musiker.
- Paul Muni, amerikansk skuespiller.
- Poul Martin Møller, dansk forfatter.
- Poul Nesgaard, dansk journalist og tv-mand.
- Paul Newman, amerikansk skuespiller.
- Poul Nielson, dansk politiker.
- Poul Nyrup Rasmussen, dansk politiker og tidligere statsminister.
- Poul Reichhardt, dansk skuespiller.
- Poul Reumert, dansk skuespiller.
- Poul Ruders, dansk komponist.
- Povl Arthur Sabroe, dansk journalist og forfatter.
- Poul Schlüter, dansk politiker og tidligere statsminister.
- Paul Simon, amerikansk musiker.
- Poul Thomsen, dansk skuespiller.
- Poul-Henrik Trampe, dansk forfatter.
- Paul Young, engelsk musiker.
- Poul Ørum, dansk forfatter

## Navnet anvendt i fiktion
- "Poul sine høns" er en gammel børnesang.
- Povl/Poul er en person i flere folkeeventyr, fx Hvem der først bliver vred.
- Poul er en af hovedpersonerne i Knud Sønderbys roman Den usynlige hær og filmatiseringen af denne.